# توكينغميل كمبرن (كورنوال)
توكينغميل كمبرن (بالإنجليزية: Tuckingmill, Camborne, Cornwall)‏ هي قرية تقع في المملكة المتحدة في كورنوال.